# Villa d'Agliè
La Villa d'Agliè, già Villa Morel, è una villa di origini seicentesche situata sulla collina di Torino, immersa in un parco storico di ippocastani e tigli.
È una delle poche ville torinesi ad essere rimasta pressoché immutata e ancora oggi si presenta in tutto il suo fascino settecentesco, con i suoi soffitti a cassettoni decorati, le stanze con carta da parati cinese, 4 stucchi originali del Martinez e il suo parco.
Il suo ampio giardino è entrato dal 2007 nel Registro dei Giardini Storici grazie alle sue origini seicentesche e alle modifiche per mano dell'architetto paesaggista Russel Page.

## Storia
La Villa d'Agliè è una delle poche dimore della collina torinese rimaste pressoché intatte.
I primi documenti ufficiali della villa risalgono al 1606 e ne testimoniano la proprietà del Duca Carlo Emanuele I, figlio di Emanuele Filiberto e di Margherita di Valois, quando Carlo Emanuele I compra il terreno e la Villa Emanuella (limitrofa a dove sorgerà la Villa d'Agliè). La Villa Emanuella verrà donata da Carlo Emanuele I alla figlia Margherita, mentre il terreno vicino viene probabilmente ceduto (o venduto, ma non ci sono documenti che lo provino) ad un importante avvocato legato alla corte sabauda: Gaspare Bellezia.
Il figlio di Gaspare Bellezia, Giovanni Francesco Bellezia, eredita la villa dal padre nel 1612 e nel testamento viene descritta la villa:
«... la Vigna antica lasciatami dal fu mio Sig. Padre resta alla metà della strada tra Torino e la Vigna predetta di S. Mauro e di più si trova ottimamente disposta di fabriche civili, e rustiche, con delizie, cappella, e ogni altra comodità, nella quale son certo havervi speso in fabriche, fontane, e spianamento di terra più di Ducatoni tre mila».
Per tutto il secolo XVII fu soggiorno estivo dei Bellezia, illustre famiglia legata ai Savoia. Giovanni Francesco Bellezia fu un importante sindaco di Torino, nonché consigliere e tesoriere del Duca. 
A lui si deve l'attuale forma del giardino antistante la casa e i muri di sostegno nel lato nord.
Subito dopo l'assedio di Torino, la villa si trasformò in palazzo ad opera di un noto banchiere: Franco Colomba, che era in stretto contatto con la corte sabauda.
Più tardi la villa diventa proprietà della principessa Del Pozzo della Cisterna, poi di certi Padri Barnabiti che installarono nella torre centrale una "camera galenica".
Nella prima metà del '700, il conte Ignazio Demorri di Castelmagno arricchisce ulteriormente la sala centrale con gli stucchi del Martinez, rappresentanti i quattro elementi, e il giardino con vasi e statue di marmo.
Dalla fine del '700 la villa risulta proprietà di Benedetto Maurizio, duca del Chiablese, figlio ultimogenito prediletto del Re Carlo Emanuele III, che opera alcune modifiche avvalendosi dell'architetto Caselli.
All'inizio dell''800 Sir John Foster,  Ambasciatore d'Inghilterra, trasforma il giardino all'italiana in giardino romantico secondo la moda del tempo, piantando cedri del Libano, sequoie e ippocastani.
A metà dell'Ottocento la villa fu acquistata dai Pilo Boyl di Putifigari, nobile famiglia di origine sarda.
All'inizio del 1900 fu ancora proprietà di stranieri, gli svedesi Reynius, quindi fu acquistata dagli attuali proprietari. Alcune scene del film La donna della domenica (1975) di Luigi Comencini sono state girate nella villa.
Nel 2007 il giardino di Villa d'Agliè è stato inserito dalla Regione Piemonte nell'elenco ufficiale dei giardini storici e di interesse botanico.
Dal 2015 al 2023 la Villa è stata la sede della startup innovativa Enerbrain, e dal 2023 viene utilizzata come sede per eventi privati.